# 覃德誠
覃德誠（英語：Chum Tak-shing，1975年—），曾任深水埗區議會主席兼荔枝角北選區區議員，香港城市大學社工系畢業及就讀公共行政及管理學士，是一位註册社工。

## 政治生涯
由2004年起，覃德誠曾任深水埗多個選區的區議員，一直至今。
2019年11月24日，覃德誠再次參與區議會選舉，在深水埗荔枝角北選區參選。結果得到2,738票，以逾千票之差，大勝僅得1,372票的西九新動力周晉輝，成功連任。
2021年8月12日，覃德誠當選為深水埗區議會主席一職，接替早前已辭職的區議會主席楊彧。